# Championnat de Suède de rugby à XV
Le championnat de Suède de rugby à XV, dénommé Allsvenskan, rassemble les dix meilleurs clubs de rugby à XV de Suède.

## Historique
La compétition est fondée en 1943.

## Palmarès
| - 1943: IK Göta - 1944: IK Göta - 1945: Stockholms RK - 1946: RK Pantern - 1947: IK Göta - 1948: IK Göta - 1949: Västerås RK - 1950: IK Göta - 1951: IK Göta - 1952: Älvsjö AIK - 1953: Älvsjö AIK - 1954: Älvsjö AIK - 1955: Älvsjö AIK - 1956: Älvsjö AIK - 1957: IF Attila - 1958: IF Attila - 1959: Malmö RC - 1960: Pas de championnat - 1961: IF Attila - 1962: Malmö RC - 1963: Malmö RC - 1964: Malmö RC - 1965: Malmö RC - 1966: Stockholm Exiles RFC - 1967: Malmö RC - 1968: IF Attila | - 1969: Uppsala RFC - 1970: Uppsala RFC - 1971: IFK Vänersborg - 1972: Stockholm Exiles RFC - 1973: Enköpings RK - 1974: Enköpings RK - 1975: Enköpings RK - 1976: Enköpings RK - 1977: Uppsala RFC - 1978: Enköpings RK - 1979: Enköpings RK - 1980: Enköpings RK - 1981: Enköpings RK - 1982: Enköpings RK - 1983: Enköpings RK - 1984: Enköpings RK - 1985: Enköpings RK - 1986: Enköpings RK - 1987: Enköpings RK - 1988: Enköpings RK - 1989: Stockholm Exiles RFC - 1990: Enköpings RK - 1991: Pingvin RC - 1992: Pingvin RC - 1993: Pingvin RC | - 1994: Pingvin RC - 1995: Pingvin RC - 1996: Pingvin RC - 1997: Pingvin RC - 1998: Pingvin RC - 1999: Pingvin RC - 2000: Pingvin RC - 2001: Vänersborgs RK - 2002: Stockholm Exiles RFC - 2003: Pingvin RC - 2004: Stockholm Exiles RFC - 2005: Stockholm Exiles RFC - 2006: Enköpings RK - 2007: Enköpings RK - 2008: Stockholm Exiles RFC - 2009: Enköpings RK - 2010: Stockholm Exiles RFC - 2011: Enköpings RK - 2012: Stockholm Exiles RFC - 2013: Stockholm Exiles RFC - 2014: Stockholm Exiles RFC - 2015: Stockholm Exiles RFC - 2016: Stockholm Exiles RFC - 2017: Stockholm Exiles RFC - 2018: Stockholm Exiles RFC - 2019: Stockholm Exiles RFC - 2020: Stockholm Exiles RFC - 2021: Stockholm Exiles RFC |

## Bilan
| Club                 | Titres |
| -------------------- | ------ |
| Enköpings RK         | 20     |
| Stockholm Exiles RFC | 18     |
| Pingvin RC           | 11     |
| IK Göta              | 6      |
| Malmö RC             | 6      |
| Älvsjö AIK           | 5      |
| IF Attila            | 4      |
| Uppsala RFC          | 3      |
| Vänersborgs RK       | 1      |
| IFK Vänersborg       | 1      |
| Västerås RK          | 1      |
| RK Pantern           | 1      |
| Stockholms RK        | 1      |